# Nikolaus und Alexandra
Nikolaus und Alexandra ist ein britischer Historienfilm des Regisseurs Franklin J. Schaffner aus dem Jahr 1971. Der Film basiert auf einem Buch von Robert K. Massie. Kinostart in Deutschland war der 3. März 1972.

## Handlung
Der Russisch-Japanische Krieg hat viele Opfer gefordert. Trotz der aussichtslosen Lage für die Kaiserlich Russische Armee glaubt Zar Nikolaus II. weiterhin an einen Sieg und lehnt trotz der dringenden Empfehlung seines Premierministers Graf Witte den Rückzug ab. Hinzu kommen Nachrichten, die Bevölkerung wolle Reformen und sei unzufrieden. Der Zar hingegen will die Autokratie, die ihm von seinem Vorgänger Zar Alexander III. verliehen wurde, aufrechterhalten. Untergrundorganisationen bilden sich, in ihrem Exil in London gründen Lenin, Stalin und Trotzki die bolschewistische Partei.
In diese unruhigen Zeiten wird der Zarewitsch Alexei geboren. Auf einem Empfang der Zarenmutter Maria Fjodorowna lernt Alexeis Mutter Alexandra den Wanderprediger Grigori Rasputin kennen. Alexandra verfällt Rasputin. Nachdem bei Alexei die Bluterkrankheit diagnostiziert worden ist, bittet sie Rasputin, für ihren Sohn zu beten. Sie glaubt an seine Heilkräfte.
In den Fabriken in St. Petersburg müssen die Arbeiter wie überall in Russland schreckliche Arbeitsbedingungen ertragen. Ermutigt durch ihren Priester, Pater Georgi Gapon, machen sie sich auf den Weg zum Zaren, um ihre Situation darzulegen. Sie marschieren zum Winterpalast des Zaren und geben dabei ihrem Unmut Ausdruck. Pater Gapon sorgt für eine friedliche Prozession. Der kommandierende Offizier der Wachtruppen fordert die Leute auf zu verschwinden. Dann befiehlt er, über die Köpfe hinweg zu feuern. Doch die Soldaten feuern in die Menge. Hunderte von Menschen werden getötet. Nikolaus ist wütend über den Vorfall, doch er unternimmt nichts gegen die Lebensbedingungen der Bevölkerung.
Acht Jahre später reist die Zarenfamilie auf die Krim. Der lebhafte Alexei muss ständig beaufsichtigt werden, denn schon durch eine kleine Verletzung kann er verbluten. Der neue Premierminister Stolypin verlangt die Ausweisung Rasputins. Nikolaus befürchtet, dass dadurch die Erkrankung seines Sohnes an die Öffentlichkeit gelangt. Als Nikolaus Rasputin endlich verbannen will, fordert seine Frau ihn auf, das zu unterlassen. Sie gibt sich selbst die Schuld an Alexeis Krankheit und glaubt, dass Rasputin ihn mit Gottes Hilfe heilen kann.
Der Premierminister, der mit Hilfe seiner Verbindungen das Zarenreich weiter stützt, wird in der Oper von Kiew erschossen. Nikolaus lässt die Attentäter hinrichten und die Duma auflösen. Zur gleichen Zeit erleidet Alexei einen Zusammenbruch, der ihn todkrank werden lässt. Der Zar muss seine Aufmerksamkeit teilen, einerseits für seinen kranken Sohn, andererseits für die neugebildete Duma. Seine Frau telegrafiert an Rasputin, der mit vertrauensvollen Worten antwortet. Alexei erholt sich, und Rasputin darf an den Hof zurückkehren.
Der Erste Weltkrieg bahnt sich an. Wieder beschwört Graf Witte den Zaren, er soll auf keinen Fall die Generalmobilmachung befehlen, der Krieg lasse sich ohnedies noch abwenden. Und wieder hört der Zar nicht auf ihn. Der Krieg bricht aus. Nach einem Jahr entschließt sich Nikolaus, den Oberbefehl über seine Streitkräfte selbst auszuüben. Der russischen Tradition folgend, geht Nikolaus an die Front, während seine Frau den Hof regiert. Alexandra steht unter dem Einfluss Rasputins und erweist sich in den Regierungsgeschäften als unglücklich. Nikolaus’ Mutter macht ihm Vorhaltungen, dass er Rasputin hätte aufhängen sollen. Im Dezember 1916 wird Rasputin von Angehörigen des Hofes getötet.
Alexandra ist über den Tod Rasputins derart verstört, dass das Zarenreich droht zusammenzubrechen. Die Nahrungsmittel werden knapp, das Militär ist schlecht ausgerüstet, in St. Petersburg herrscht Chaos. Nikolaus ist gezwungen abzudanken. Die Zarenfamilie lebt im verwaisten Palast von Zarskoje Selo. Kerenski, der Führer der provisorischen Regierung, lässt die Familie unter Bewachung nach Sibirien schaffen. Als die bolschewistische Partei die Sowjetunion ausruft, kommt es zum russischen Bürgerkrieg. Die Zarenfamilie wird nach Jekaterinburg gebracht. Als die Weiße Armee, die Gegner der Bolschewiki, Jekaterinburg einnehmen, wird die Zarenfamilie erschossen.

## Hintergrund
Der Film war das Spielfilmdebüt von Brian Cox und der letzte Kinofilm von Michael Redgrave. Gedreht wurde in Spanien und Jugoslawien.
Der für den Oscar nominierte Kameramann Freddie Young hatte vorher schon dreimal den Oscar gewonnen (1963, 1966 und 1971). Für Filmarchitekt John Box war es der vierte Oscar. Er gewann die drei vorherigen in den Jahren 1963, 1966 und 1969. Auch für Vernon Dixon war es Statue Nr. 2 von insgesamt drei. Für Kollege Gil Parrondo war es der zweite Oscar, seinen ersten bekam er 1971. Filmarchitekt Box fungierte bei diesem Film auch als Regisseur der Second Unit.

## Kritiken
Der Filmdienst nannte Nikolaus und Alexandra einen „[a]ufwendigen und überlangen Historienfilm, der ziemlich leblos wirkt und wenig Einsichten vermittelt“. Für Cinema war es schlicht ein „Geschichtsepos für die große Leinwand“.

## Auszeichnungen
Oscarverleihung 1972
- Auszeichnungen:
  - Bestes Szenenbild – John Box, Ernest Archer, Jack Maxsted, Gil Parrondo, Vernon Dixon
  - Bestes Kostümdesign – Yvonne Blake, Antonio Castillo
- Nominierungen:
  - Bester Film
  - Beste Hauptdarstellerin – Janet Suzman
  - Beste Filmmusik – Richard Rodney Bennett
  - Beste Kamera – Freddie Young

## Synchronisation
| Rolle                             | Darsteller       | Synchronsprecher |
| --------------------------------- | ---------------- | ---------------- |
| Alexandra                         | Janet Suzman     | Eva Pflug        |
| Maria Fjodorowna                  | Irene Worth      | Tilly Lauenstein |
| Großfürst Nikolaus Nikolajewitsch | Harry Andrews    | Erik Jelde       |
| Graf Fredericks                   | Jack Hawkins     | Otto Preuss      |
| Stolypin                          | Eric Porter      | Holger Hagen     |
| Rasputin                          | Tom Baker        | Harald Leipnitz  |
| Krupskaja                         | Vivian Pickles   | Rosemarie Fendel |
| Stalin                            | James Hazeldine  | Tommi Piper      |
| Jakowlew                          | Ian Holm         | Manfred Schott   |
| Trotzki                           | Brian Cox        | Horst Raspe      |
| Graf Witte                        | Laurence Olivier | Harald Wolff     |
| Sasonow                           | Michael Redgrave | Thomas Reiner    |
| Dr. Fjodorow                      | Guy Rolfe        | Herbert Weicker  |
| Col. Kobylinski                   | John Wood        | Paul Bürks       |
| Jussupow                          | Martin Potter    | Jürgen Clausen   |